# Панайот Мутафчиев
Панайот Мутафчиев е български общественик.

## Биография
Роден е през 1868 г. в софийското село Осоица. Завършва духовната академия в Москва.
Бил е учител в пловдивската гимназия „Княз Александър I“ до 1920 г. Между 16 март и 6 юли 1920 г. е кмет на Пловдив като председател на тричленната комисия.